# Listă de filme idol: S
Aceasta este o listă de filme idol în ordine alfabetică. Vedeți Listă de filme idol pentru lista principală.
| Film | An   | Regizor                                                                        | Surse                |
| --- | ---- | ------------------------------------------------------------------------------ | -------------------- |
| Le Salaire de la Peur (The Wages of Fear) | 1953 | Henri-Georges Clouzot                                                          | [ 1 ]                |
| Salò o le 120 Giornate di Sodoma (Salò, or the 120 Days of Sodom)                                                                              | 1975 | Pier Paolo Pasolini                                                            | [ 2 ] [ 3 ] [ 4 ]    |
| Salt of the Earth | 1954 | Herbert J. Biberman                                                            | [ 5 ] [ 6 ]          |
| Sami Swoi (Our Folks or All Friends Here) | 1967 | Sylwester Chęciński                                                            | [ 7 ]                |
| Samurai Cop | 1991 | Amir Shervan                                                                   | [ 8 ]                |
| Sankofa | 1993 | Haile Gerima                                                                   | [ 9 ] [ 10 ] [ 11 ]  |
| The Sandlot | 1993 | David M. Evans                                                                 | [ 12 ]               |
| Santa Claus Conquers the Martians | 1964 | Nicholas Webster                                                               | [ 13 ]               |
| Santa Sangre | 1989 | Alejandro Jodorowsky                                                           | [ 14 ]               |
| Sátántangó (Satan's Tango) | 1994 | Béla Tarr                                                                      | [ 15 ]               |
| The Savage Innocents | 1960 | Nicholas Ray                                                                   | [ 16 ]               |
| Say Anything... | 1989 | Cameron Crowe                                                                  | [ 17 ]               |
| A Scanner Darkly | 2006 | Richard Linklater                                                              | [ 18 ] [ 19 ]        |
| Scanners | 1981 | David Cronenberg                                                               | [ 20 ] [ 3 ] [ 21 ]  |
| Scarface | 1983 | Brian De Palma                                                                 | [ 22 ]               |
| The Scarlet Empress | 1934 | Josef von Sternberg                                                            | [ 23 ]               |
| Schizopolis | 1996 | Steven Soderbergh                                                              | [ 3 ] [ 24 ] [ 25 ]  |
| La Science des Rêves (The Science of Sleep) | 2006 | Michel Gondry                                                                  | [ 26 ]               |
| Scorpio Rising | 1964 | Kenneth Anger                                                                  | [ 27 ]               |
| Scott Pilgrim vs. the World | 2010 | Edgar Wright                                                                   | [ 28 ]               |
| Scream | 1996 | Wes Craven                                                                     | [ 29 ]               |
| Scum | 1979 | Alan Clarke                                                                    | [ 30 ]               |
| The Searchers | 1956 | John Ford                                                                      | [ 23 ]               |
| Seconds | 1966 | John Frankenheimer                                                             | [ 31 ] [ 32 ] [ 33 ] |
| The Secret of NIMH | 1982 | Don Bluth                                                                      | [ 34 ]               |
| Secretary | 2002 | Steven Shainberg                                                               | [ 35 ] [ 36 ]        |
| Se sei vivo spara (Django Kill... If You Live, Shoot!)                                                                                         | 1967 | Giulio Questi                                                                  | [ 37 ]               |
| Sedmikrásky (Daisies) | 1966 | Věra Chytilová                                                                 | [ 38 ]               |
| Sei Donne per l'Assassino (Blood and Black Lace)                                                                                               | 1964 | Mario Bava                                                                     | [ 39 ]               |
| Seksmisja (Sexmission) | 1984 | Juliusz Machulski                                                              | [ 40 ] [ 41 ]        |
| Sennen Joyu (Millennium Actress) | 2001 | Satoshi Kon                                                                    | [ 42 ]               |
| Serenity | 2005 | Joss Whedon                                                                    | [ 32 ] [ 43 ]        |
| Serial Mom | 1994 | John Waters                                                                    | [ 44 ]               |
| Series 7: The Contenders | 2001 | Daniel Minahan                                                                 | [ 45 ]               |
| Session 9 | 2001 | Brad Anderson                                                                  | [ 46 ]               |
| Seven Servants | 1996 | Daryush Shokof                                                                 | [ 47 ]               |
| Sextette | 1978 | Ken Hughes                                                                     | [ 48 ] [ 49 ]        |
| Sexy Beast | 2000 | Jonathan Glazer                                                                | [ 50 ]               |
| Shadows | 1959 | John Cassavetes                                                                | [ 51 ] [ 52 ]        |
| Shadow of the Vampire | 2000 | E. Elias Merhige                                                               | [ 53 ] [ 54 ]        |
| Shakes the Clown | 1992 | Bobcat Goldthwait                                                              | [ 55 ]               |
| Shallow Grave | 1994 | Danny Boyle                                                                    | [ 56 ]               |
| Shao Lin san Shi liu Fang (The 36th Chamber of Shaolin, also known as The Master Killer and Shaolin Master Killer)                             | 1978 | Liu Chia-liang                                                                 | [ 57 ]               |
| Sharknado | 2013 | Anthony C. Ferrante                                                            | [ 58 ]               |
| Shaun of the Dead | 2004 | Edgar Wright                                                                   | [ 59 ]               |
| The Shawshank Redemption | 1994 | Frank Darabont                                                                 | [ 22 ]               |
| Shin Seiki Evangerion Gekijō-ban: Ea/Magokoro o, Kimi ni (The End of Evangelion, also known as Neon Genesis Evangelion: The End of Evangelion) | 1997 | Hideaki Anno and Kazuya Tsurumaki                                              | [ 60 ]               |
| The Shining | 1980 | Stanley Kubrick                                                                | [ 61 ] [ 62 ]        |
| Shivers | 1975 | David Cronenberg                                                               | [ 63 ]               |
| Shock Corridor | 1963 | Samuel Fuller                                                                  | [ 23 ]               |
| Shock Treatment | 1981 | Jim Sharman                                                                    | [ 64 ]               |
| Sholay | 1975 | Ramesh Sippy                                                                   | [ 27 ] [ 65 ]        |
| Shoot 'Em Up | 2007 | Michael Davis                                                                  | [ 66 ]               |
| The Shooting | 1966 | Monte Hellman                                                                  | [ 23 ]               |
| Shortbus | 2006 | John Cameron Mitchell                                                          | [ 67 ] [ 68 ]        |
| Shoto Pisu (Short Peace) | 2013 | Shuhei Morita, Katsuhiro Otomo, Hiroaki Ando, Hajime Katoki, and Yohei Kataoka | [ 69 ]               |
| Showdown in Little Tokyo | 1991 | Mark L. Lester                                                                 | [ 70 ]               |
| Showgirls | 1995 | Paul Verhoeven                                                                 | [ 71 ] [ 72 ]        |
| Shrek | 2001 | Andrew Adamson and Vicky Jenson                                                | [ 73 ]               |
| Shurayuki-hime (Lady Snowblood) | 1973 | Toshiya Fujita                                                                 | [ 3 ] [ 74 ]         |
| The Sicilian | 1987 | Michael Cimino                                                                 | [ 75 ]               |
| Sid & Nancy | 1986 | Alex Cox                                                                       | [ 76 ]               |
| The Signal | 2007 | David Bruckner, Dan Bush, and Jacob Gentry                                     | [ 77 ]               |
| Siin me Oleme! (Here We are!) | 1979 | Sulev Nõmmik                                                                   | [ 78 ]               |
| Silent Night, Deadly Night | 1984 | Charles Sellier                                                                | [ 79 ]               |
| Silent Night, Deadly Night Part 2 | 1987 | Lee Harry                                                                      | [ 79 ] [ 80 ]        |
| Silent Running | 1972 | Douglas Trumbull                                                               | [ 81 ]               |
| Sin City | 2005 | Frank Miller, Robert Rodriguez, and Quentin Tarantino                          | [ 82 ]               |
| Singapore Sling: O Anthropos pou Agapise ena Ptoma (also shortened as just Singapore Sling)                                                    | 1990 | Nikos Nikolaidis                                                               | [ 83 ]               |
| Un Singe en Hiver (A Monkey in Winter) | 1962 | Henri Verneuil                                                                 | [ 84 ]               |
| Sint (Saint (Nick)) | 2010 | Dick Maas                                                                      | [ 85 ] [ 86 ]        |
| Sissi | 1955 | Ernst Marischka                                                                | [ 87 ]               |
| Sisters | 1973 | Brian De Palma                                                                 | [ 3 ] [ 88 ]         |
| Six-String Samurai | 1998 | Lance Mungia                                                                   | [ 89 ]               |
| Det Sjunde Inseglet (The Seventh Seal) | 1957 | Ingmar Bergman                                                                 | [ 5 ]                |
| Skidoo | 1968 | Otto Preminger                                                                 | [ 90 ]               |
| Skinwalkers | 2006 | James Isaac                                                                    | [ 67 ]               |
| Sky Captain and the World of Tomorrow | 2004 | Kerry Conran                                                                   | [ 91 ]               |
| Slacker | 1991 | Richard Linklater                                                              | [ 3 ] [ 92 ]         |
| Slap Shot | 1977 | George Roy Hill                                                                | [ 32 ] [ 93 ]        |
| SLC Punk! | 1998 | James Merendino                                                                | [ 94 ]               |
| Sleepaway Camp | 1983 | Robert Hiltzik                                                                 | [ 95 ]               |
| Sleeper | 1973 | Woody Allen                                                                    | [ 96 ]               |
| Slither | 2006 | James Gunn                                                                     | [ 67 ] [ 97 ]        |
| Smokin' Aces | 2007 | Joe Carnahan                                                                   | [ 98 ]               |
| Snakes On A Plane | 2006 | David R. Ellis                                                                 | [ 99 ] [ 100 ]       |
| Snatch | 2000 | Guy Ritchie                                                                    | [ 101 ]              |
| So I Married An Axe Murderer | 1993 | Thomas Schlamme                                                                | [ 102 ]              |
| Society | 1989 | Brian Yuzna                                                                    | [ 103 ]              |
| Solaris | 1972 | Andrei Tarkovsky                                                               | [ 104 ]              |
| Sólo Con Tu Pareja (Love in the Time of Hysteria)                                                                                              | 1991 | Alfonso Cuarón                                                                 | [ 105 ]              |
| Some Like It Hot | 1959 | Billy Wilder                                                                   | [ 31 ]               |
| Somewhere in Time | 1980 | Jeannot Szwarc                                                                 | [ 106 ]              |
| Sonachine (Sonatine) | 1993 | Takeshi Kitano                                                                 | [ 107 ] [ 108 ]      |
| The Song Remains the Same | 1976 | Peter Clifton and Joe Massot                                                   | [ 109 ]              |
| Songs from the Second Floor | 2000 | Roy Andersson                                                                  | [ 110 ]              |
| Sonnenallee | 1999 | Leander Haußmann                                                               | [ 111 ]              |
| Sons of the Desert | 1933 | William A. Seiter                                                              | [ 31 ]               |
| Sorcerer | 1977 | William Friedkin                                                               | [ 112 ]              |
| The Sound of Music | 1965 | Robert Wise                                                                    | [ 113 ]              |
| South Park: Bigger, Longer & Uncut | 1999 | Trey Parker                                                                    | [ 107 ]              |
| Soy Cuba (I Am Cuba) | 1964 | Mikhail Kalatozov                                                              | [ 114 ]              |
| Soylent Green | 1973 | Richard Fleischer                                                              | [ 115 ]              |
| Space Cop | 2016 | Jay Bauman and Mike Stoklasa                                                   | [ 116 ]              |
| Space Is The Place | 1974 | John Coney                                                                     | [ 117 ] [ 118 ]      |
| Spaceballs (Bilele spațiale) | 1987 | Mel Brooks                                                                     | [ 119 ]              |
| Space Jam | 1996 | Joe Pytka                                                                      | [ 120 ] [ 121 ]      |
| Spanking the Monkey | 1994 | David O. Russell                                                               | [ 122 ]              |
| Speed Racer | 2008 | The Wachowskis                                                                 | [ 123 ]              |
| Spetters | 1980 | Paul Verhoeven                                                                 | [ 124 ]              |
| Spider Baby | 1968 | Jack Hill                                                                      | [ 125 ]              |
| Spalovač Mrtvol (The Cremator) | 1989 | Juraj Herz                                                                     | [ 126 ]              |
| Splice | 2009 | Vincenzo Natali                                                                | [ 127 ]              |
| Spoorloos (The Vanishing) | 1988 | George Sluizer                                                                 | [ 128 ]              |
| Spring Breakers | 2012 | Harmony Korine                                                                 | [ 129 ]              |
| Srpski film (A Serbian Film) | 2011 | Srđan Spasojević                                                               | [ 127 ]              |
| A Star Is Born | 1954 | Moss Hart                                                                      | [ 31 ]               |
| Stardust Memories | 1980 | Woody Allen                                                                    | [ 130 ]              |
| Starship Troopers | 1997 | Paul Verhoeven                                                                 | [ 131 ]              |
| Star Wars Holiday Special | 1978 | Steve Binder                                                                   | [ 132 ]              |
| The Stepfather | 1987 | Joseph Ruben                                                                   | [ 133 ]              |
| The Stepford Wives | 1975 | Bryan Forbes                                                                   | [ 134 ]              |
| Stilyagi (Hipsters) | 2008 | Valery Todorovsky                                                              | [ 135 ]              |
| Stone | 1974 | Sandy Harbutt                                                                  | [ 136 ]              |
| Stop Making Sense | 1984 | Jonathan Demme                                                                 | [ 88 ]               |
| Strange Days | 1995 | Kathryn Bigelow                                                                | [ 137 ]              |
| Stranger than Paradise | 1984 | Jim Jarmusch                                                                   | [ 22 ]               |
| Straw Dogs | 1971 | Sam Peckinpah                                                                  | [ 138 ]              |
| Street Trash | 1987 | J. Michael Muro                                                                | [ 139 ]              |
| Streets of Fire | 1984 | Walter Hill                                                                    | [ 140 ]              |
| Stuck | 2007 | Stuart Gordon                                                                  | [ 141 ]              |
| The Stuff | 1985 | Larry Cohen                                                                    | [ 142 ]              |
| The Stunt Man | 1980 | Richard Rush                                                                   | [ 31 ]               |
| Suddenly | 1954 | Lewis Allen                                                                    | [ 143 ]              |
| Sullivan's Travels | 1942 | Preston Sturges                                                                | [ 5 ]                |
| Sundown: The Vampire in Retreat | 1989 | Anthony Hickox                                                                 | [ 144 ]              |
| Sunshine Daydream | 1972 | John Norris                                                                    | [ 145 ]              |
| Super Fly | 1972 | Gordon Parks, Jr.                                                              | [ 27 ]               |
| Super Mario Bros. | 1993 | Rocky Morton and Annabel Jankel                                                | [ 146 ]              |
| Super Troopers | 2001 | Jay Chandrasekhar                                                              | [ 147 ]              |
| Superstar: The Karen Carpenter Story | 1987 | Todd Haynes                                                                    | [ 22 ]               |
| Supervixens | 1975 | Russ Meyer                                                                     | [ 148 ]              |
| Surakshaa (Protection) | 1979 | Ravikant Nagaich                                                               | [ 149 ]              |
| Suspiria | 1977 | Dario Argento                                                                  | [ 150 ]              |
| Swamp Thing | 1982 | Wes Craven                                                                     | [ 151 ] [ 152 ]      |
| Swades (We, the People) | 2004 | Ashutosh Gowariker                                                             | [ 153 ]              |
| The Swarm | 1978 | Irwin Allen                                                                    | [ 154 ]              |
| Sweet Movie | 1974 | Dušan Makavejev                                                                | [ 3 ]                |
| Sweet Sweetback's Baadasssss Song | 1971 | Melvin Van Peebles                                                             | [ 155 ]              |
| Swingers | 1996 | Doug Liman                                                                     | [ 156 ]              |
| Switchblade Sisters (also known as The Jezebels)                                                                                               | 1975 | Jack Hill                                                                      | [ 157 ]              |
| Sylvia Scarlett | 1935 | George Cukor                                                                   | [ 23 ]               |
| Symbiopsychotaxiplasm | 1968 | William Greaves                                                                | [ 3 ]                |
| Sympathy for the Devil (also known as One Plus One)                                                                                            | 1968 | Jean-Luc Godard                                                                | [ 158 ]              |
| Synecdoche, New York | 2008 | Charlie Kaufman                                                                | [ 159 ]              |